# Кловер (существо)
Кловер (англ. Clover) — это производственное имя, данное гигантскому монстру (кайдзю) в фильме 2008 года «Монстро» (англ. Cloverfield, досл. «Клевери́ще»). Существо было первоначально придумано продюсером Дж Дж. Абрамсом и создано художником Невиллом Пейджем. В фильме имя монстра никогда не упоминается; название «Кловерфилд» зафиксировано только в материалах дела Министерства обороны США об инцидентах, показанных в киноленте. Министерство обороны называет существо «LSA», что означает «Large-Scale Aggressor», как показано в специальном дополнении к фильму на Blu-ray под названием «Режим специального расследования Кловерфилда».

## Появления
Впервые монстр был упомянут в вирусной маркетинговой кампании фильма «Монстро», включающей запись его рёва, зарубежные новостные ролики о его нападении и изображения с гидролокатора. Затем существо впервые появилось в самой киноленте, где оно предстало бесчинствующим в Нью-Йорке во время атаки на него американских военных.
Подобный монстр появляется в манге Cloverfield/Kishin (2008) Ёсики Тогавы, которая является спин-оффом фильма и насчитывает четыре выпуска.
Кловер не появился во втором фильме франшизы, «Кловерфилд, 10» (2016). Несмотря на свои внушительные размеры, Кловер позиционируется авторами киносерии как новорождённое существо, детёныш. В конце третьего фильма, «Парадокс Кловерфилда» (2018), появляется похожее, но значительно более крупное существо. Ранее в фильме персонаж Майкл Гамильтон видит огромную тень, но неясно, принадлежит ли она существу, увиденному в конце фильма, оригинальному Кловеру или другому представителю их вида.

## Влияние

### Мерчандайз
Компания Hasbro, производящая игрушки, выпустила ограниченным тиражом 14-дюймовую фигурку монстра. В комплект входят несколько аксессуаров, в том числе отсечённая голова статуи Свободы, две сменные головы (одна с открытым ртом, другая с закрытым) и 10 статичных фигурок паразитов монстра.

### В поп-культуре
- Фильм «Монстро» спародирован в эпизоде «Пандемия 2: Потрясение» 12 сезона «Южного парка», где Кловер заменён на морскую свинку.
- 12 сентября 2010 года в стрипе Liō[англ.] Марка Татулли[англ.] было показано, как Лио пытается заманить Кловера в гигантскую клетку в качестве домашнего питомца[11].
- В фильме 2018 года «Тихоокеанский рубеж 2» Кловер и другие кайдзю (подписанные) видны на мониторе в качестве пасхальных яиц[12].